# Alburquerque, Badajoz

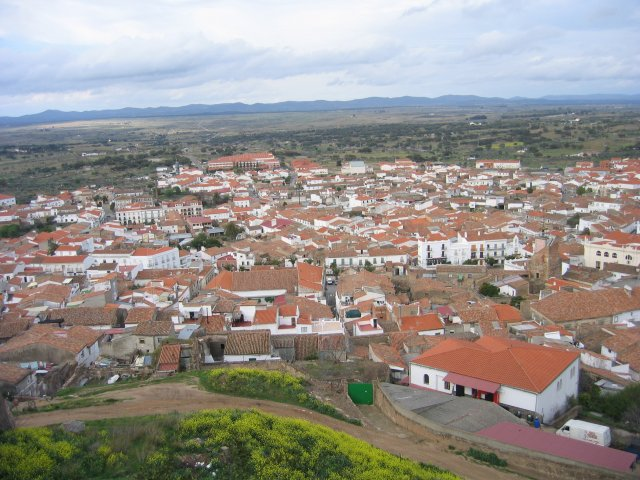
Alburquerque năm 2005

Alburquerque là một đô thị trong tỉnh Badajoz, Extremadura, Tây Ban Nha. Dân số 5.600 người.